# ETR 500 sorozat

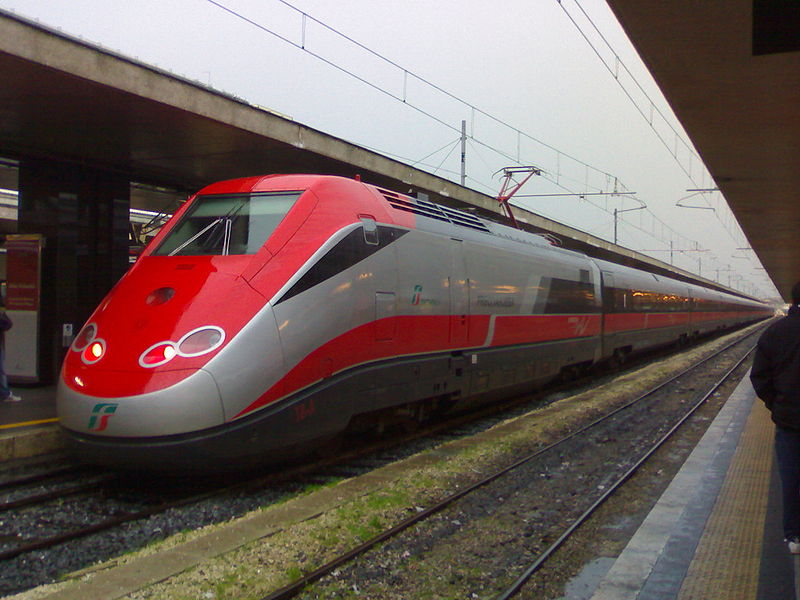
Vörös színű ETR 500-as motorvonat

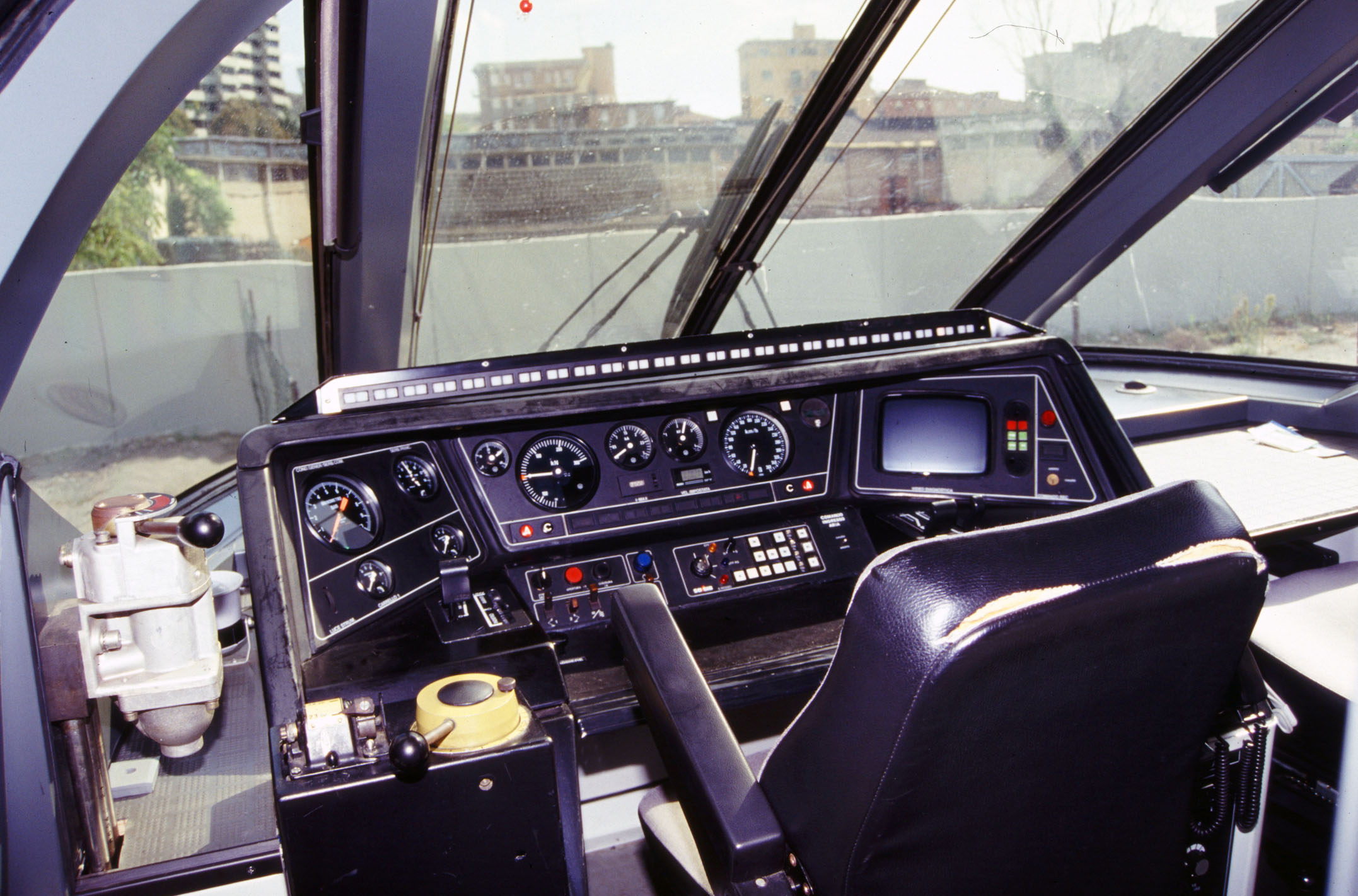
Vezetőállás

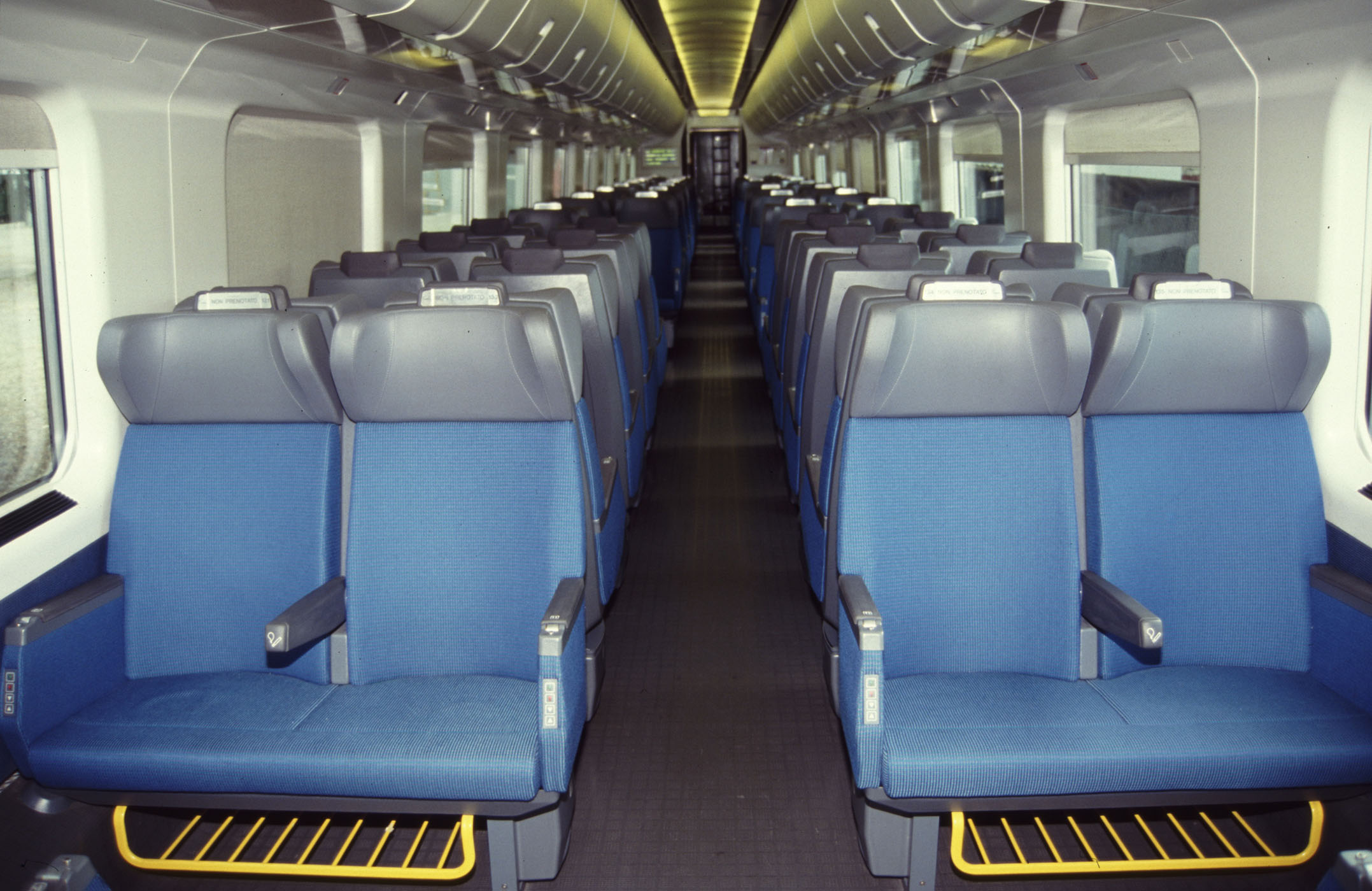
Utastér

Az ETR 500 egy nagysebességű, többáramnemű (1,5 kV DC, 3 kV DC, 25 kV 50 Hz AC) olasz villamosmotorvonat-sorozat. 1993-ban mutatták be. Mivel az olasz nagysebességű hálózat, a Treno Alta Velocità, még jelenleg is épül, ezért a motorvonatok csak ritkán érik el a maximális 300 km/h-s végsebességüket. A vonatok jelenleg a hagyományos olasz hálózaton közlekednek.

## Története
Még 1988-ban készült el az olasz ETR 500 első prototípusa, melyet a Firenze–Róma nagysebességű vasútvonalon teszteltek. 2000-től jelent meg a vonatok újabb, több áramnemű verziója, melynek külsejét is áttervezte a cég. Legutóbb 2008-ban készült új design elem: a 300 km/h felett közlekedő szerelvények (a Ferrarikra emlékeztető) vörös színt kaptak, Frecciarossa (vörös nyíl) néven.

## Felújításuk
2006 és 2008 között, az első generációs vonatok minden kocsiját felújítják. Ezek a vonatok két E.414 mozdonyból és 10 korábbi Intercity UIC-Z kocsiból állnak. Bár a kocsik normális Intercity kocsik, javarészt két FS E414 mozdonnyal félállandóan összekapcsolt motorvonatként fognak közlekedni.